# Мечеть Асакуса
35°43′18″ пн. ш. 139°48′04″ сх. д. / 35.7218° пн. ш. 139.801° сх. д.

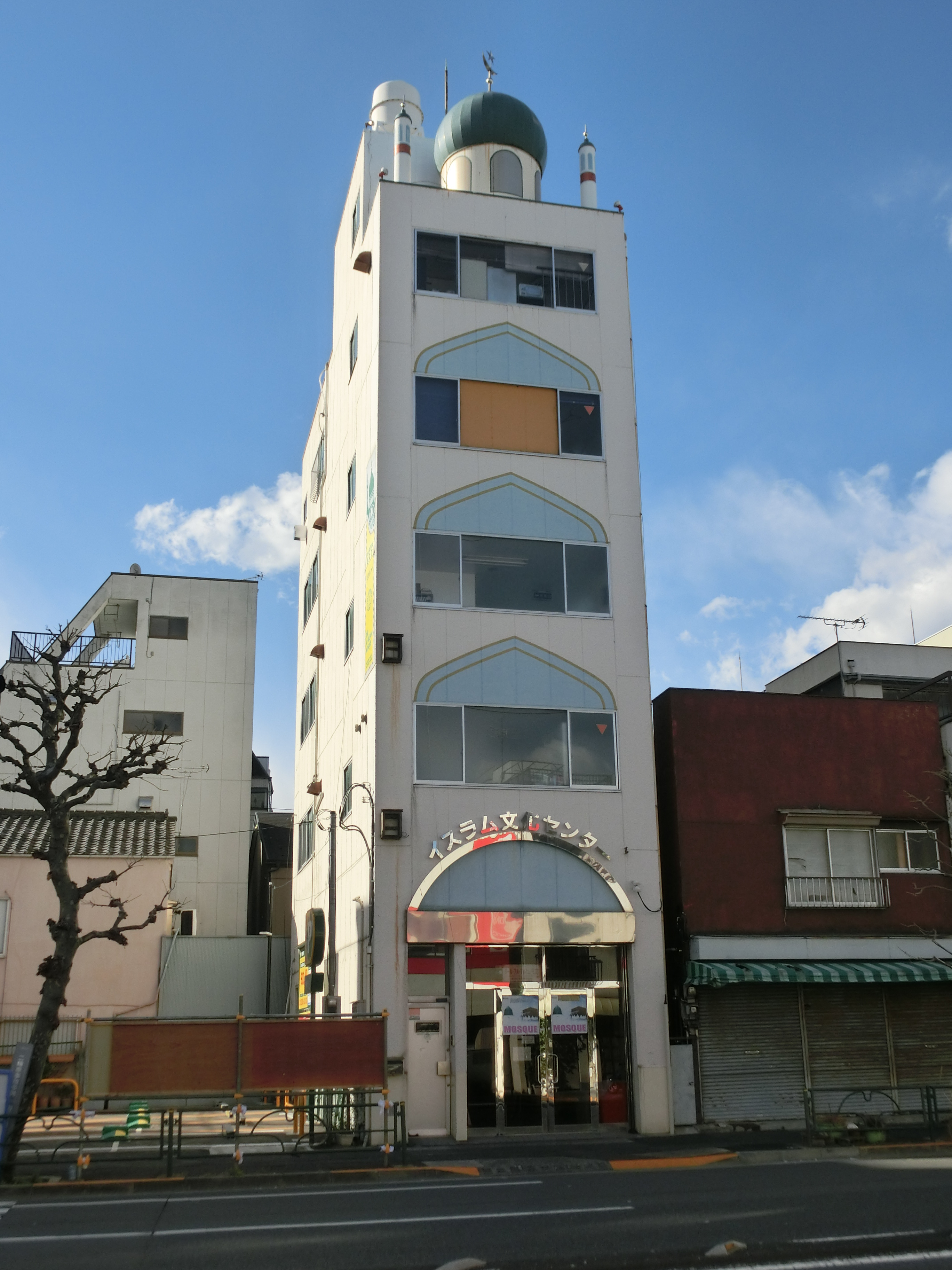
Мечеть Асакуса

Мечеть Даар Аль-Аркам (яп. ダール・アル・アルカム・マスジド), широко відома як Мечеть Асакуса (浅草モスク, Асакуса мосуку) — мечеть, розташована в Асакуса, центр Токіо, який був побудований у 1998 році. Ним керує Японський фонд мечеті (JMF), який є одним із відділів інституту Ісламське коло Японії.

## Послуги
Зараз центр надає наступні основні послуги: П'ятиразова щоденна молитва зібрання та щотижнева молитва в п'ятницю.
- Ісламські шлюбні церемонії (включаючи сертифікати)

- Ісламська бібліотека

- Шахада (включаючи видачу сертифікатів)

- Ритуальні послуги

- Заняття на різні ісламські теми в центрі

- Поширення ісламської інформації.